# تننت
تننت (انگلیسی: Tennant) شرکت صنایع شیمیایی آمریکایی است، که در سال ۱۸۷۰ تأسیس شد.